# Стригани
Стрига́ни — село в Україні, у Крупецькій сільській громаді Шепетівського району Хмельницької області. Населення становить 369 осіб.
На околиці села в 1944 році відбувся бій між диверсійними групами НКВС СРСР та загонами УПА, відомий як Бій під Стриганами.

## Географія
Село розташоване на річці Горинь, на півдні Славутського району, на відстані 2 км від автошляху Н25 та 9 км від районного центру м. Славута.
При в'їзді в село зі сторони села Комарівка, розміщується найбільше та найкраще озеро з каскаду Голубі озера. Див. також Голубе Озеро (заказник).

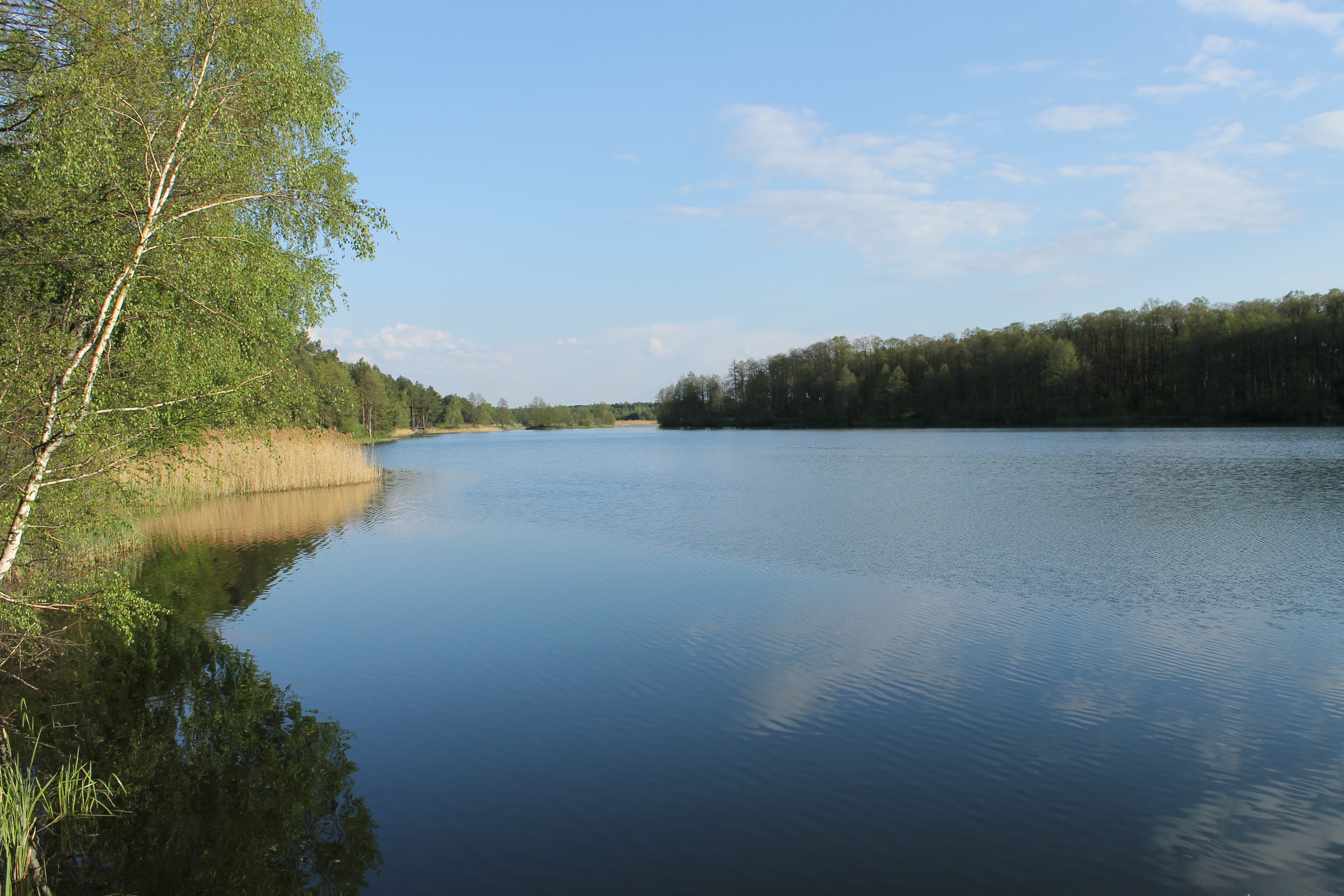
Озеро із каскаду Голубих озер

## Історія
В кінці 19 століття в селі було 46 будинків і 276 мешканців, 2 водяні млини, 1 вітряк.
У 1906 році село Кривинської волості Острозького повіту Волинської губернії. Відстань від повітового міста 21 верст, від волості 9. Дворів 61, мешканців 304.
За переписом 1911 року в Стриганах було 310 жителів, вальцовий водяний  млин (300000 пудів річного перемолу). Князю Святополку-Четвертинському належало 2 493 десятин.
7 (20) листопада 1917 року, відповідно до Третього Універсалу Української Центральної Ради, увійшло до складу Української Народної Республіки.
з 12 по 13 травня 1944 року неподалік села відбувся бій між військами НКВС СРСР і силами УПА-Південь. Закінчився тактичною перемогою радянських військ та недопущенням оточення основних сил українських повстанців. Після бою диверсійна група НКВД СРСР стратила на місці 7 з 28 полонених упівців.
1991 у селі поновлена українська влада.

## Населення
Згідно з переписом УРСР 1989 року чисельність наявного населення села становила 621 особа, з яких 268 чоловіків та 353 жінки.
За переписом населення України 2001 року в селі мешкало 465 осіб.

### Мова
Розподіл населення за рідною мовою за даними перепису 2001 року:
| Мова       | Відсоток |
| ---------- | -------- |
| українська | 98,51 %  |
| російська  | 1,28 %   |
| білоруська | 0,21 %   |

## Символіка
Затверджена 16 вересня 2016 р. рішенням сесії сільської ради. Автор — В. М. Напиткін.

### Герб
На щиті, підвищено перетятому золотим і лазуровим, перетяте зеленим і золотим колесо водяного млина із спицями у вигляді дубових листків. У нижній частині срібний карась. Щит вписаний в золотий декоративний картуш і увінчаний золотою сільською короною. Унизу картуша напис «СТРИГАНИ».
Колесо — символ водяних млинів, що існували в селі; спиці у вигляді листів дуба — знак того, що село знаходиться серед лісів, а лазурова частина і риба означають глибоке озеро-заповідник.

### Прапор
Квадратне полотнище розділене горизонтально у співвідношенні 1:2 на жовте і синє поля. На лінії поділу горизонтально поділене на зелене і жовте колесо водяного млина із спицями у вигляді дубових листків. На нижній частині в центрі білий карась.

## Пам'ятки
У селі Стригани є цікавий архітектурний об'єкт — колишній палац Четвертинських [Архівовано 23 жовтня 2017 у Wayback Machine.], що був побудований у 1904 році, та був культурним осередком місцевої шляхти.

## Галерея

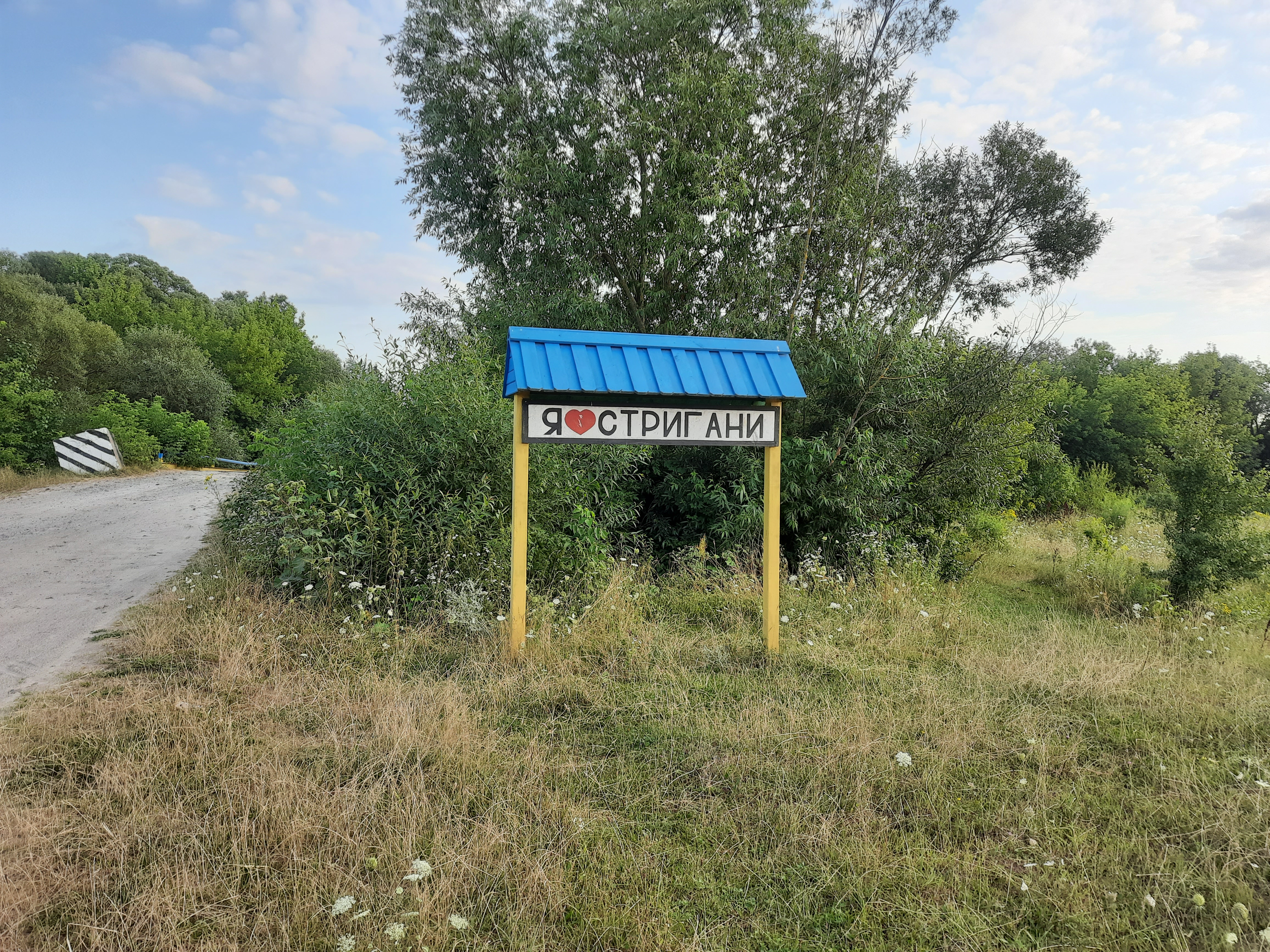
Знак при в'їзді в село
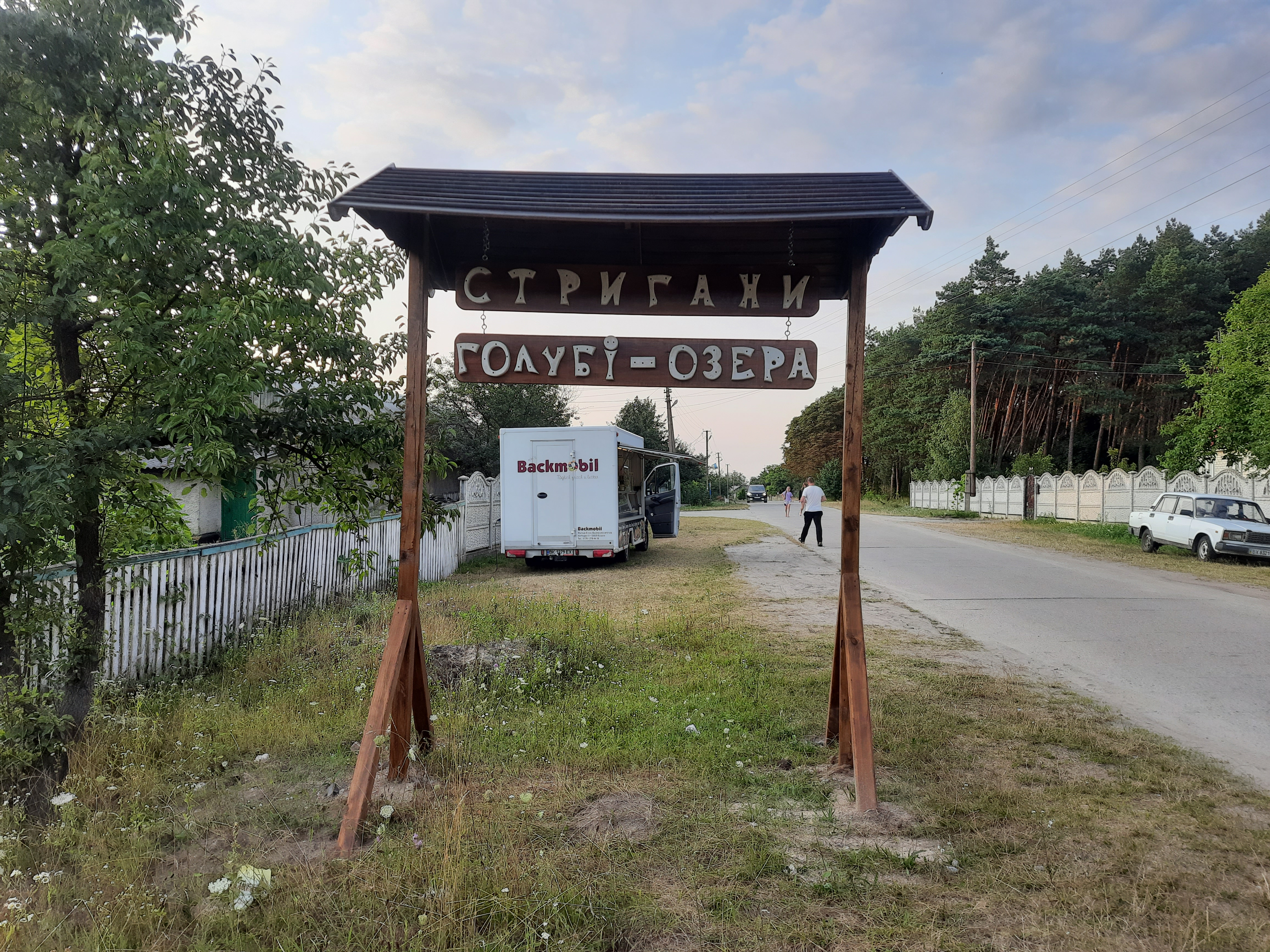
Сільська вулиця
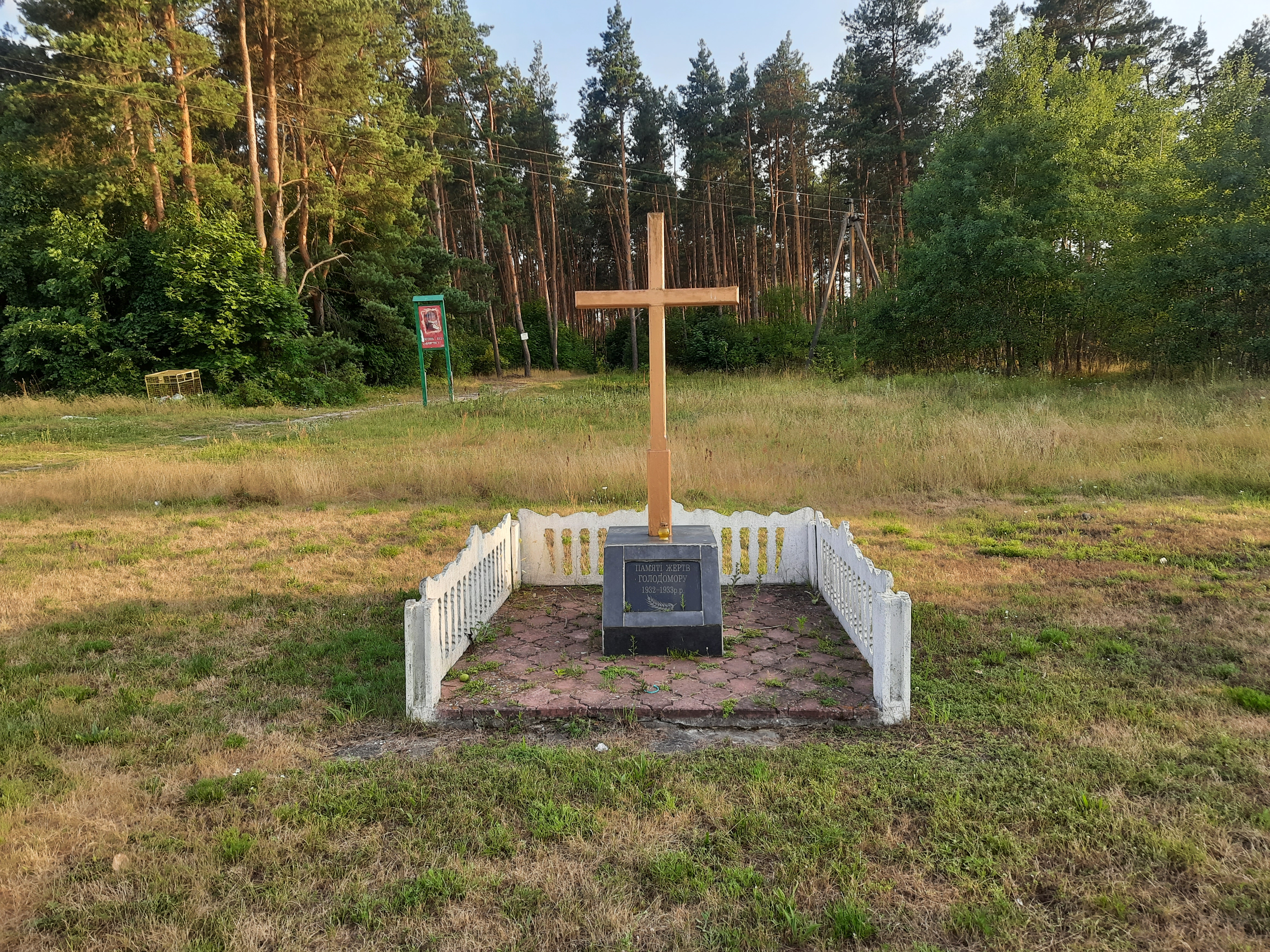
Пам'ятний хрест жертвам голодомору
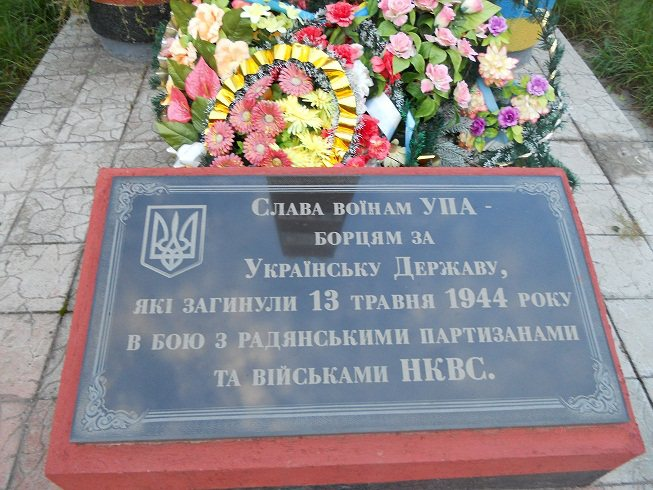
Меморіальна дошка воякам УПА
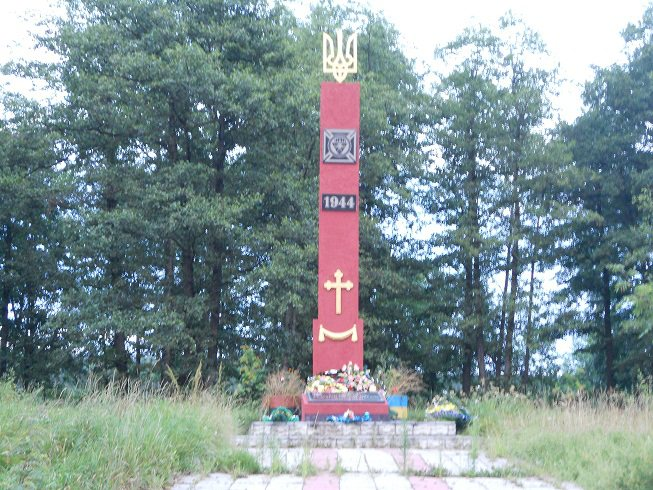
Пам'ятник воякам УПА
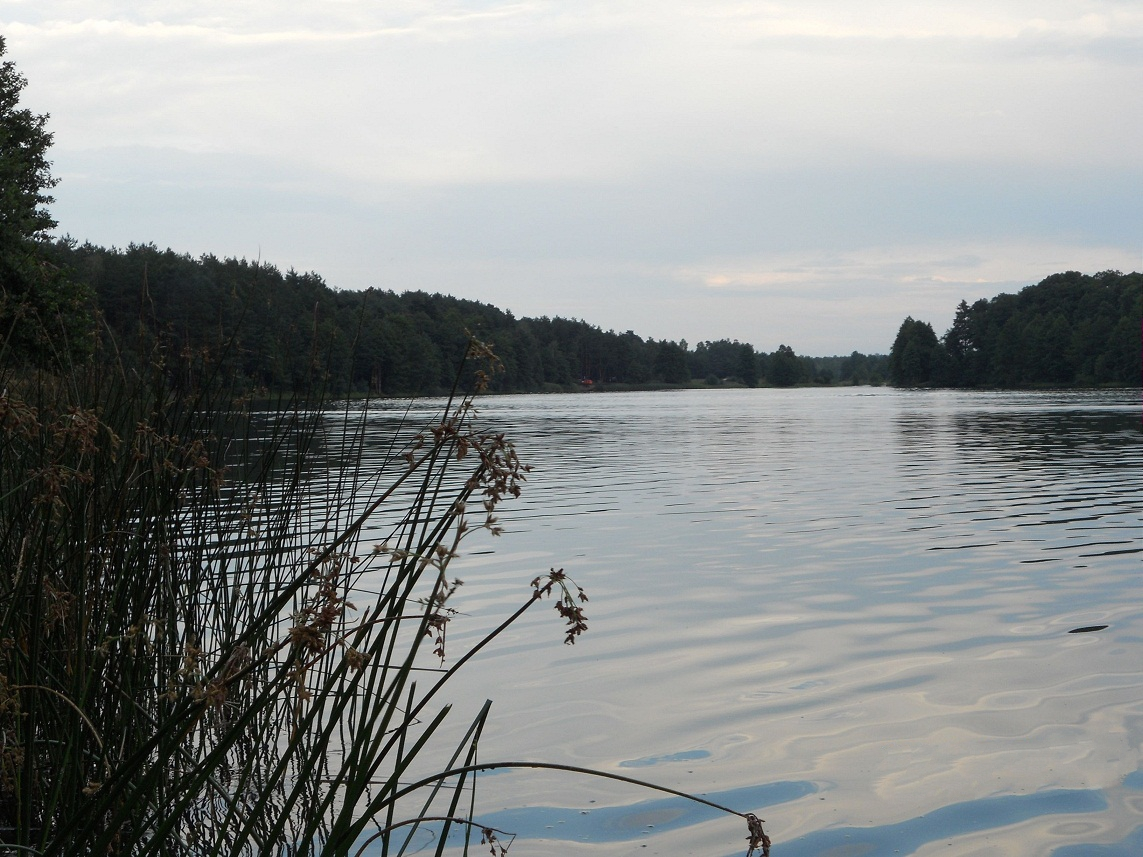
Найбільше та найкраще озеро з каскаду Голубі озера при в'їзді в село
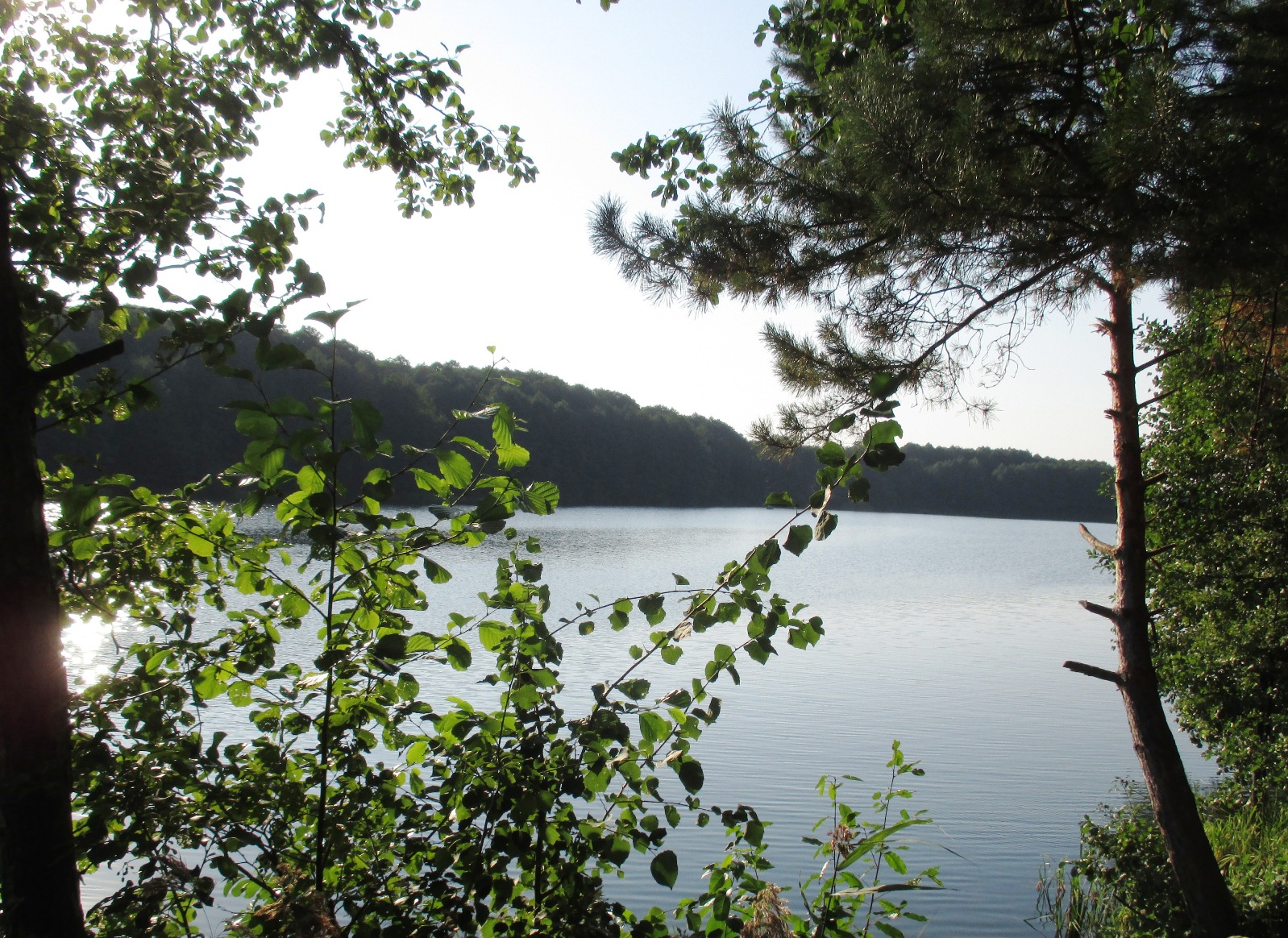
Озеро з східної сторони